# Miguel Ángel Cuello
Miguel Ángel Cuello (Elortondo, 27 febbraio 1946 – Provincia di Santa Fe, 14 settembre 1999) è stato un pugile argentino, campione mondiale WBC (1977-1978) dei pesi mediomassimi.

## Biografia

### Carriera da dilettante
Nato in un piccolo paese di 6.000 abitanti in provincia di Santa Fe ha rappresentato l’Argentina ai Giochi olimpici di Monaco di Baviera 1972, nei pesi mediomassimi (81 kg). 
Ha battuto al 1º turno il tedesco dell’Est Ottomar Sachse per 4:1 e il rumeno Marian Culineac per Knock-out tecnico al 2º turno. Fu poi eliminato ai quarti di finale per non essere salito sul ring ad affrontare lo jugoslavo Mate Parlov che poi vincerà la medaglia d’oro.

### Carriera da professionista
Cuello passa professionista alla guida di Amílcar Brusa, già allenatore di Carlos Monzón e il 7 marzo 1975 conquista il titolo argentino dei mediomassimi. Dopo due difese vittoriose si trasferisce in Europa, nella scuderia del manager italiano Umberto Branchini.
Dopo venti combattimenti tutti vinti, con la incredibile percentuale del 90% di vittorie prima del limite, il 21 marzo 1977 sale sul ring di Monte Carlo per il campionato mondiale WBC dei pesi mediomassimi contro lo statunitense Jesse Burnett. All’inizio del match il detentore lo sorprende con un destro terrificante e lo manda al tappeto. Cuello si rialza con rabbiosa ferocia e, accorciate le distanze, riesce ad abbattere l’avversario al nono round con un crochet sinistro di potenza devastante, conquistando la corona mondiale.
Il 7 gennaio 1978, al Palasport di San Siro mette in palio titolo contro il fuoriclasse Mate Parlov che lo aveva eliminato ai Giochi di Monaco. Lo jugoslavo, più alto di 15 cm, lo lascia sfogare per otto riprese poi, a 2:43 del nono round lo colpisce alla tempia con un sinistro corto ma preciso facendolo cadere. Non è necessario il conteggio, tanto che sono i secondi dell’argentino a sollevarlo per trasportarlo all’angolo. Con verdetto di KO, Cuello perde l'imbattibilità e il titolo mondiale e abbandona il pugilato.

### Caratteristiche tecniche
Cuello fu un talentuoso combattente che ha avuto una carriera breve ma di grande successo. Aveva un'azione di attacco pressante, con colpi corti e devastanti sparati a due mani con un ritmo alla Rocky Marciano. Il suo « crochet » sinistro era una vera tortura per gli avversari.